# Spinotarsus destructus
Spinotarsus destructus är en mångfotingart som beskrevs av Kraus 1960. Spinotarsus destructus ingår i släktet Spinotarsus och familjen Odontopygidae. Inga underarter finns listade i Catalogue of Life.